# Toy Dolls

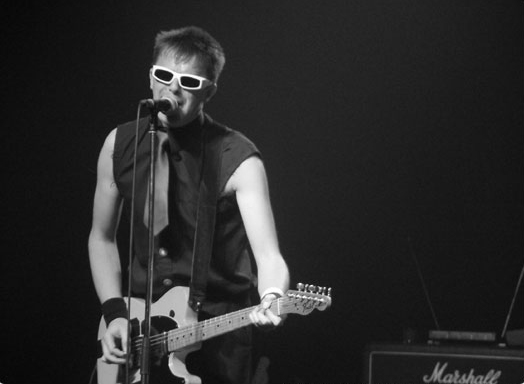
Michael "Olga" Algar spela med Toy Dolls i Wiesbaden 2005.

Toy Dolls är ett brittiskt punkband bildat oktober 1979. De är troligen mest kända för låtarna "Nellie the Elephant" och "Fisticuffs In Frederick Street". Deras allra första spelning hölls på Millview Social Club i Sunderland, Tyne and Wear den 20 oktober 1979.

## Medlemmar
Bandet är känt för sina skiftande bandmedlemmar. Den enda som varit med från början är "Olga", Michael Algar.
Nuvarande medlemmar
- Michael "Olga" Algar – sång, gitarr (1979–)
- Duncan "The Amazing Mr. Duncan" Redmonds – trummor, sång (2005–)
- Tom "Tommy Goober" Blyth – basgitarr, sång (2004–)

Tidigare medlemmar
- Peter "Pete Zulu" Robson – basgitarr, gitarr (1979, 1984)
- Phillip "Flip" Dugdale – basgitarr (1979–1983)
- Colin "Mr. Scott" Scott – trummor (1979–1980)
- Paul "Hud" Hudson – sång (1979)
- Dean "Dean James" Robson – trummor (1980), basgitarr (1985–1988)
- Trevor "Trevor The Frog" Brewis – (1980)
- Graham "Teddy Toy Doll" Edmundson – trummor (1980–1981, 1985, 1986)
- Robert "Happy Bob" Kent – trummor (1981–1983)
- Steve "Rubiboy" Mallinson – basgitarr
- Frederick "Freddie Hotrock" Robertson – basgitarr (1983)
- Nick Buck – trummor (1983)
- Barry "Bonny Baz" Warne – basgitarr (1983–1984)
- Alan "Dirty Dicka" Nixon – trummor (1983)
- Malcolm "Dicky" Dick – trummor (1983–1984)
- Paul "Little Paul" Smith – trummor (1984–1985)
- Ernest "Ernie" Algar – basgitarr (1985)
- Kevin "Canny Kev" Scott – trummor (1986)
- Martin "Marty" Yule – trummor (1987–1997)
- John "K'Cee" Casey – basgitarr (1989, 1990–1997)
- Richard "Dicky Hammond" Hammond – basgitarr (1990)
- Gary "Gary Fun" Dunn – basgitarr (1997–2003)
- Suba – trummor (1997–2007)
- Michael "Reb" Rebbig – basgitarr (2003–2004)
- David "Dave the Nut" Nuttall – trummor (2003–2005)

## Diskografi
Album
- 1983 – Dig That Groove Baby
- 1985 – A Far Out Disc
- 1986 – Idle Gossip
- 1987 – Bare Faced Cheek
- 1989 – Ten Years of Toys
- 1989 – Wakey Wakey
- 1990 – 22 Tunes Live from Tokyo
- 1990 – Fat Bobs Feet
- 1993 – Absurd Ditties
- 1995 – Orcastrated
- 1997 – One More Megabyte
- 1999 – On Stage in Stuttgart
- 2000 – Anniversary Anthems
- 2005 – Our Last Album?

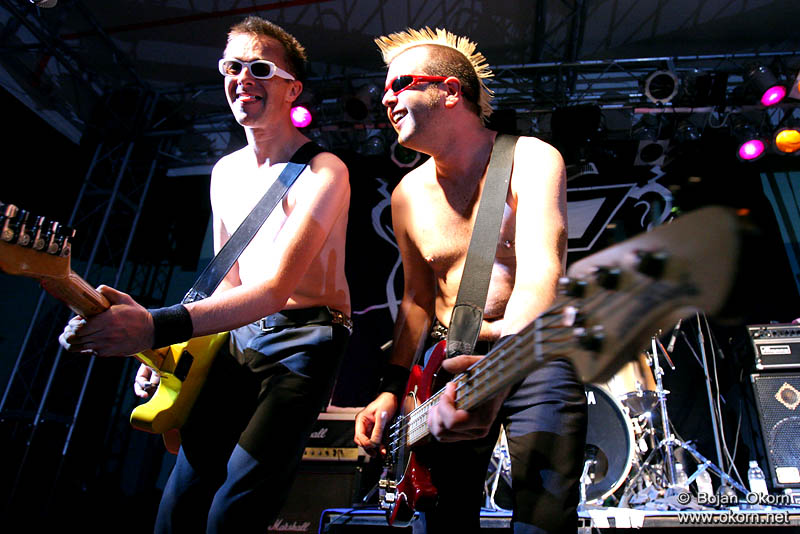
Toy Dolls vid Viva La Pola Summer Revolution Festival, i Pula 2006.

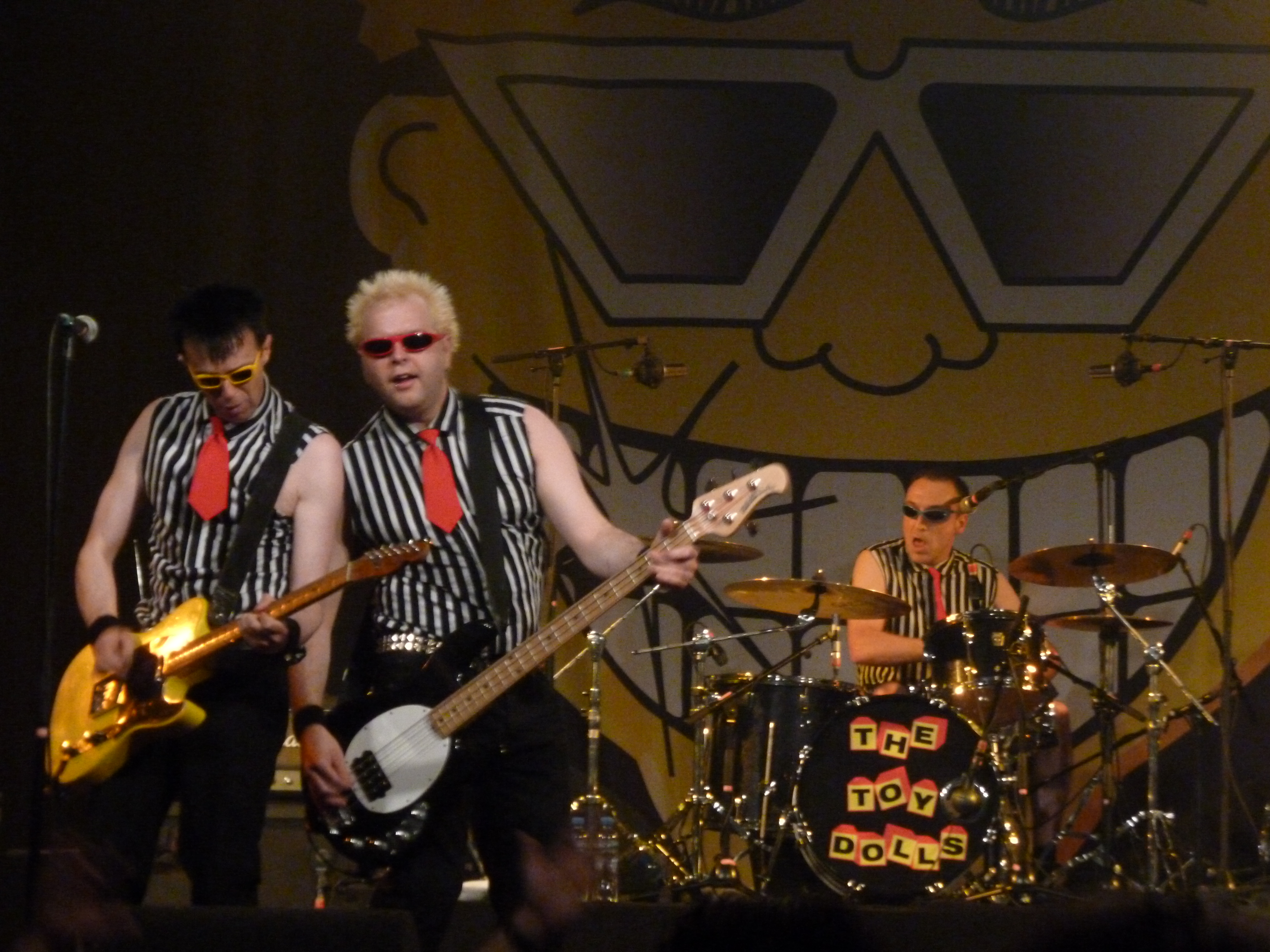
Toy Dolls spelar i Melwek, Amsterdam 2012.

- 2006 – Treasured Toy Dolls Tracks Live
- 2012 – The Album After the Last One
- 2019 – Episode XIII

Singlar / EP
- 1980 – "Tommy Kowey's Car"
- 1981 – Toy Dolls E.P.
- 1981 – "Everybody Jitterbug"
- 1982 – "Nellie the Elephant"
- 1983 – "Cheerio & Toodle Pip"
- 1983 – "Alfie From The Bronx"
- 1984 – "We're Mad"
- 1984 – "Nellie the Elephant" (#4 på UK Singles Chart)
- 1985 – "She Goes To Finos"
- 1985 – "James Bond Lives Down Our Street"
- 1986 – "Geordie's Gone to Jail"
- 1987 – "Wipe Out" (live)
- 1990 – "Turtle Crazy"
- 1995 – "Lazy Sunday Afternoon"
- 2000 – "Livin' La Vida Loca"